# Verwaltungsgemeinschaft Östlicher Saalkreis

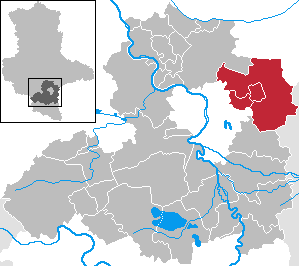
Ligging Verwaltungsgemeinschaft Östlicher Saalkreis

In de voormalige Verwaltungsgemeinschaft Östlicher Saalkreis werkten acht gemeenten uit de Saalekreis in de Duitse deelstaat Saksen-Anhalt samen ter vervulling van de gemeentelijke taken. Juridisch gezien behielden de deelnemende gemeenten hun zelfstandigheid.

## Geschiedenis
De verwaltungsgemeinschaft werd op 1 januari 2005 opgericht. De oorspronkelijk tot de Verwaltungsgemeinschaft behorende gemeente Brachstedt is op 30 mei 2006 overgegaan naar de Verwaltungsgemeinschaft Götschetal-Petersberg. Op 1 januari 2010 werden de gemeenten Niemberg, Oppin en Schwerz door de stad Landsberg geannexeerd. Op 20 april 2010 is de gemeente Braschwitz eveneens door de stad Landsberg geannexeerd. Nadat op 1 september 2010 de gemeenten Peißen en Hohenthurm ook in de gemeente Landsberg opgingen bleef Landsberg als enige deelnemende gemeente over, en kwam er een eind aan Verwaltungsgemeinschaft Östlicher Saalkreis.

## Deelnemende gemeenten
De volgende gemeente met bijbehorende Ortsteile namen delen in de Verbandsgemeinde:
- Hohenthurm, met Rosenfeld
- Landsberg, stad, met Bageritz, Braschwitz, Dammendorf, Eismannsdorf, Gollma, Gütz, Klepzig, Kneipe, Kockwitz, Landsberg, Lohnsdorf, Maschwitz, Niemberg, Oppin, Queis, Reinsdorf, Reußen, Schwerz, Sietzsch, Spickendorf, Wiedersdorf, Wölls-Petersdorf, Plößnitz en Zwebendorf
- Peißen, met Rabatz, Stichelsdorf en Zöberitz